# ألبرت ميلارد
ألبرت ميلارد (بالإنجليزية: Albert Millard)‏ (1 يناير 1868 بويست بروميتش في المملكة المتحدة - ) هو لاعب كرة قدم بريطاني (وحمل سابقاً جنسية المملكة المتحدة لبريطانيا العظمى وأيرلندا) في مركز الوسط. لعب مع وست بروميتش ألبيون.